# Новосуханівська сільська рада
Новосуханівська сільська́ ра́да — колишній орган місцевого самоврядування в Сумському районі Сумської області. Адміністративний центр — село Новосуханівка.

## Загальні відомості
- Населення ради: 811 особа (станом на 2001 рік)

## Населені пункти
Сільській раді підпорядковані населені пункти:
- с. Новосуханівка

## Склад ради
Рада складається з 14 депутатів та голови.
- Голова ради: Нікітенко Петро Васильович
- Секретар ради: Ковтуненко Алла Володимирівна

### Керівний склад попередніх скликань
| Прізвище, ім'я, по батькові | Основні відомості                                    | Дата обрання | Дата звільнення |
| --------------------------- | ---------------------------------------------------- | ------------ | --------------- |
| Тимохіна Людмила Миколаївна | Сільський голова, 1959 року народження, позапартійна | 26.03.2006   | 19.04.2010      |
| Нікітенко Петро Васильович  | Сільський голова, 1978 року народження, освіта вища  | 31.10.2010   |                 |

Примітка: таблиця складена за даними сайту Верховної Ради України